# 埃泰尼耶尔
埃泰尼耶尔（法語：Éteignières，法語發音：[etɛɲɛʁ]）是法国大東部大區阿登省的一个市镇，位于该省西北部，属于沙勒维尔-梅济耶尔区。

## 地理
埃泰尼耶尔（49°53'11"N, 4°23'24"E）面积11.79 平方千米，位于法国大東部大區阿登省，该省份为法国北部内陆省份，西接埃纳省，南至马恩省，东临默兹省，北与比利时接壤。
与埃泰尼耶尔接壤的市镇（或旧市镇、城区）包括：欧维莱尔-莱福日、日龙代勒、莫贝尔方丹、讷维尔莱博略、勒尼奥韦、塔耶特。
埃泰尼耶尔的时区为UTC+01:00、UTC+02:00（夏令时）。

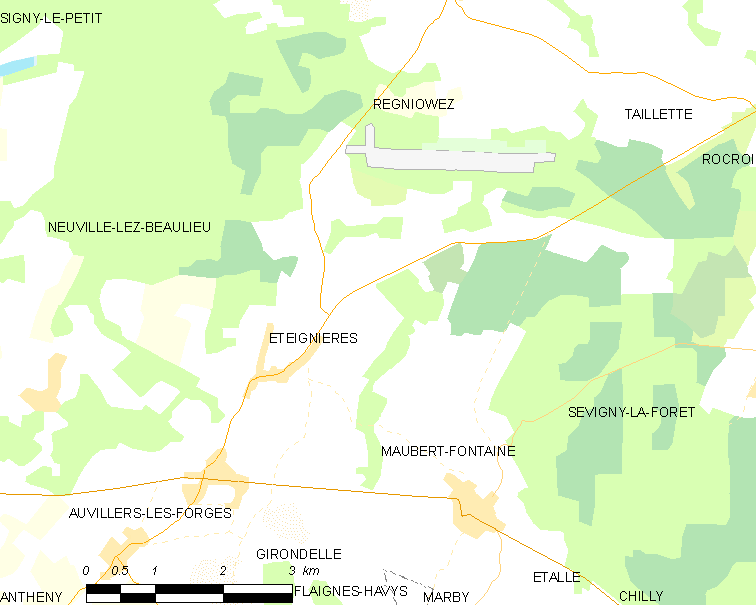
埃泰尼耶尔的OSM定位图

## 行政
埃泰尼耶尔的邮政编码为08260，INSEE市镇编码为08156。

## 政治
埃泰尼耶尔所属的省级选区为罗克鲁瓦县。

## 人口

1962-2008年间埃泰尼耶尔人口变化图示

埃泰尼耶尔于2022年1月1日时的人口数量为469人。

## 交通
阿登省省道D32线和D877线在境内交汇。